# Мардаги
Мардаги (арм. Մարդաղի, в древнеармянском произношении — Мардали) — один из гаваров исторической армянской провинции Туруберан.

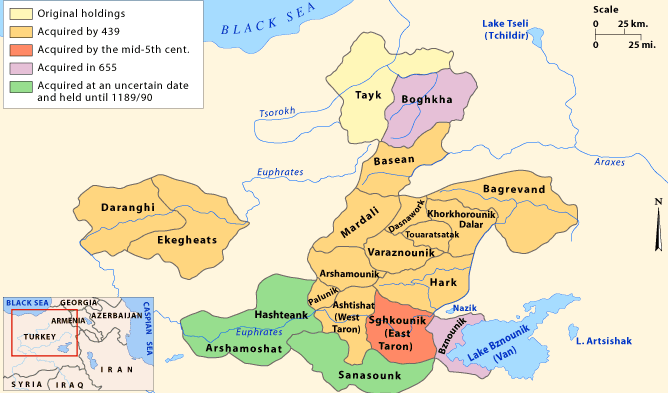
Мардали на карте владений Мамиконянов

В начале VI века до н. э. бывшие территории Урарту были поглощены Мидией. Мидийские колонисты, по всей видимости, именно тогда поселились в округах Мардали и Мардастан: названия этих округов происходят от их имени. Округ упоминается в «Ашхарацуйце» — географическом памятнике VII века по древней Армении. Занимала истоки Аракса, по северному склону горного массива Бингёл. К востоку от неё располагались гавары Даснавор, Туарацатап и Далар.